# Jone Romano
Jone Romano, vero nome Jone Borgheri (Pistoia, 7 febbraio 1898 – Roma, 1º agosto 1979), è stata un'attrice italiana.

## Biografia
Frequenta, da giovane, l'Accademia di Belle Arti nel corso di pittura e contemporaneamente svolge l'attività di scrittrice; attratta dalla recitazione inizia a frequentare i palcoscenici di provincia sino al debutto, come giovane attrice, nella Compagnia di Ermete Zacconi, con cui partecipa a numerose recite, per diverse stagioni teatrali.
Passa poi a recitare con Amedeo Chiantoni e Luigi Carini, poi nella compagnia di Carlo Romano, che diventerà il suo secondo marito nel 1933, usando da allora, il nuovo cognome nell'attività cinematografica. Era infatti rimasta vedova del primo marito William James Ward, comandante della marina americana. Dal loro matrimonio era nato Aleardo Ward, che diventerà padre degli attori e doppiatori Andrea, Monica e Luca.

## Il cinema
Nel 1938, inizia la sua breve attività nel cinema, con il regista Guazzoni, lavorerà nei successivi 12 anni solo in 13 pellicole e sempre in parti secondarie.
Molto attiva nella prosa radiofonica dell'EIAR, sia nelle commedie che nei radiodrammi, prevalentemente presso la sede di Radio Roma, inoltre segue il marito nell'attività di doppiaggio nella Cooperativa CDC della capitale.
Nel 1950, abbandona tutte le attività nello spettacolo ritirandosi a vita privata.

## Filmografia
- Il suo destino, regia di Enrico Guazzoni (1938)
- La voce senza volto, regia di Gennaro Righelli (1939)
- Follie del secolo, regia di Amleto Palermi (1939)
- Papà per una notte, regia di Mario Bonnard (1939)
- Il socio invisibile, regia di Roberto Roberti (1939)
- Il ponte dei sospiri, regia di Mario Bonnard (1940)
- Il capitano degli ussari, regia di Sandor Szlatinay (1940)
- Il re si diverte, regia di Mario Bonnard (1941)
- Musica proibita, regia di Carlo Campogalliani (1942)
- La moglie in castigo, regia di Leo Menardi (1943)
- I miserabili, regia di Riccardo Freda (1948)
- Gli ultimi giorni di Pompei, regia di Paolo Moffa (1950)

## Doppiaggio
- Rosemary DeCamp in Un napoletano nel Far West
- Annette Claudier in Gli uomini della terra selvaggia